# Auguste Borms

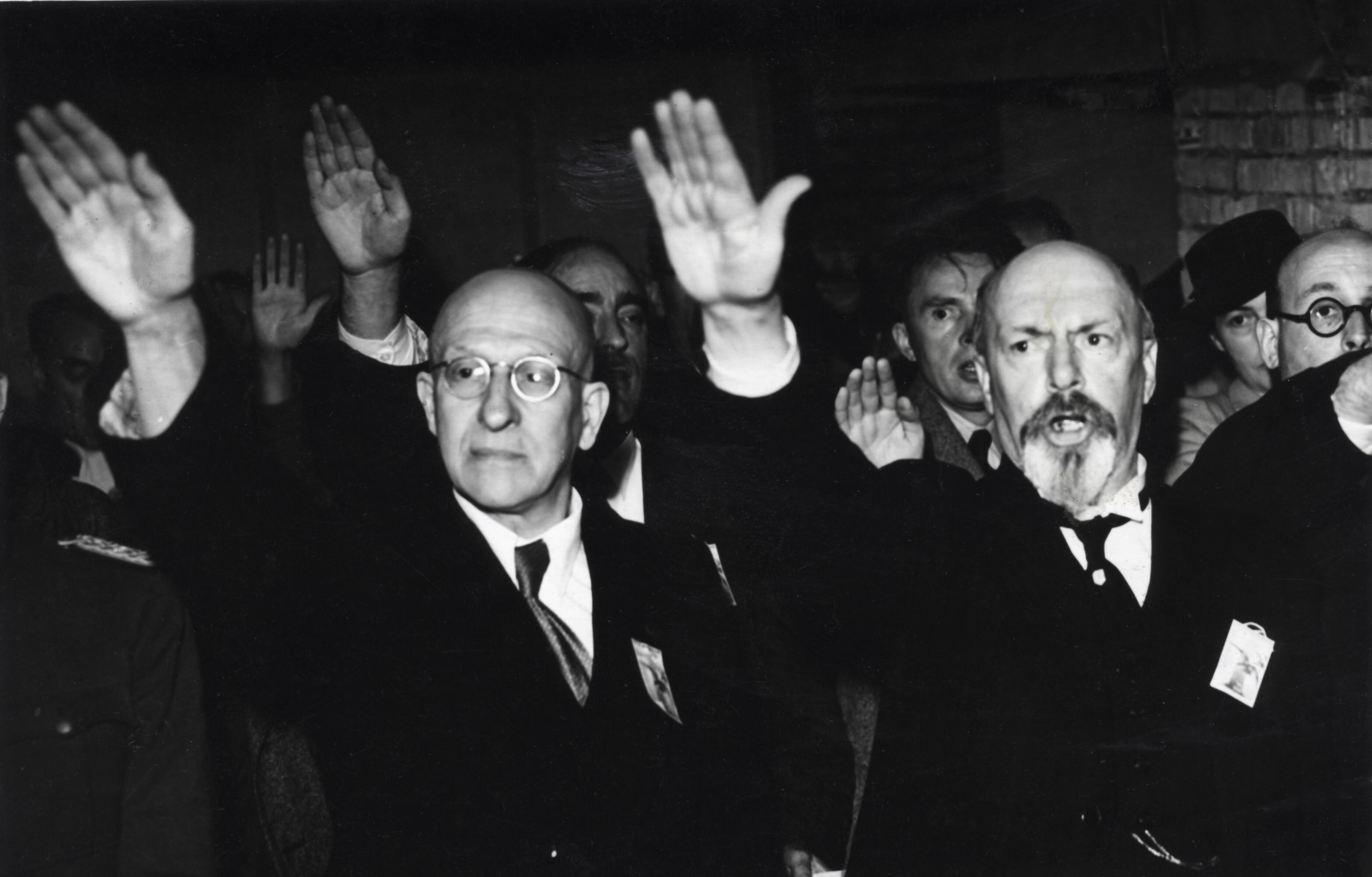
Frans Daels und August Borms (IJzerbedevaart, August 1941)

August(e) Borms (* 14. April 1878 in Sint-Niklaas; † 12. April 1946 in Etterbeek) war ein belgischer flämischer Nationalist und Kollaborateur mit der deutschen Besatzungsmacht im Ersten und im Zweiten Weltkrieg.

## Leben
Zunächst arbeitete Borms als Gymnasiallehrer. Sowohl im Ersten wie auch im Zweiten Weltkrieg arbeitete er mit der deutschen Besatzungsmacht zusammen. Im Dezember 1917 rief er mit dem gerade konstituierten von ihm begründeten Raad van Vlaanderen nach deutschen Instruktionen die "politische Unabhängigkeit" Flanders aus, also die Sezession des Landesteils von Belgien. Am 7. September 1919 wurde er von einem belgischen Gericht zum Tode verurteilt. Nach der Intervention eines Geistlichen, der dem deutschen Auswärtigen Amt nahestand, intervenierte der päpstliche Nuntius Eugenio Pacelli und schrieb einen Brief an die belgischen Behörden, der Borms als Idealist präsentierte und in dem Pacelli argumentierte, dessen häufige Besuche in Deutschland während des Krieges hätten dazu gedient, flämische Gefangene zu besuchen, und nicht dazu, mit den Deutschen die Zusammenarbeit zu besprechen. Borms sei ein überzeugter Katholik, der nie die Kirche angegriffen hätte, was in einem katholischen Land wie Belgien zur Kenntnis genommen werden sollte. Im Ergebnis dieser und anderer Kampagnen wurde seine Strafe in lebenslange Haft umgewandelt.
Trotz seiner Inhaftierung Borms war weiterhin in der Politik aktiv und war maßgeblich an der flämischen Gründung der Frontbewegung und der Frontpartij. Zusammen mit seinen engen Verbündeten Cyriel Verschaeve war er der Anführer der Strömung innerhalb dieser Gruppe, die eine künftige Zusammenarbeit mit Deutschland als besten Weg ansah, um flämischen Ambitionen gerecht zu werden. 1926 wurde ihm eine Begnadigung angeboten, die er ablehnte, weil sie die Klausel enthielt, dass er seine politischen Tätigkeiten einstellen musste.
1929 wurde er im Zuge einer Amnestie für flämische Nationalisten entlassen. 1946 schließlich wurde er erneut als Kollaborateur zum Tode verurteilt und hingerichtet.

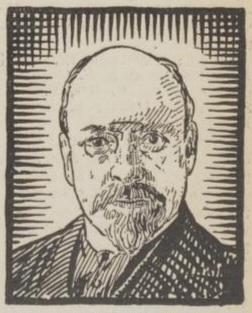
August Borms

Er wurde zum "Märtyrer für Generationen nachfolgender flämischer extremer Nationalisten", für andere eine unangenehme und für manchen eine peinliche Erinnerung an illiberale Stränge in Belgiens komplexem politischem Erbe."